# Grenzkommando Nord

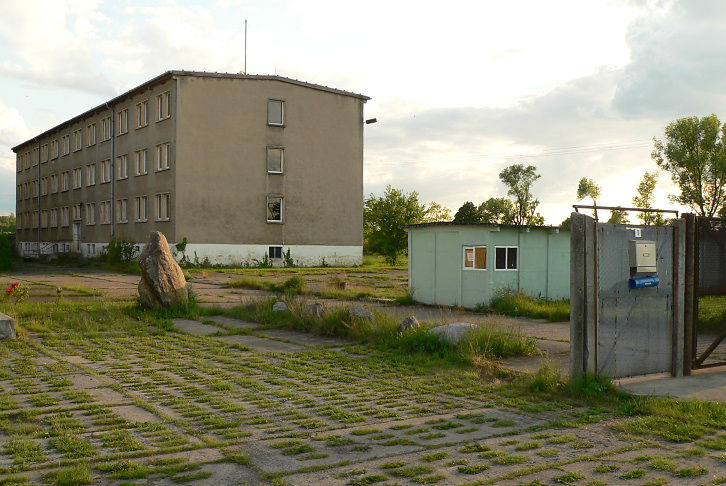
Grenztruppenkaserne in Oebisfelde

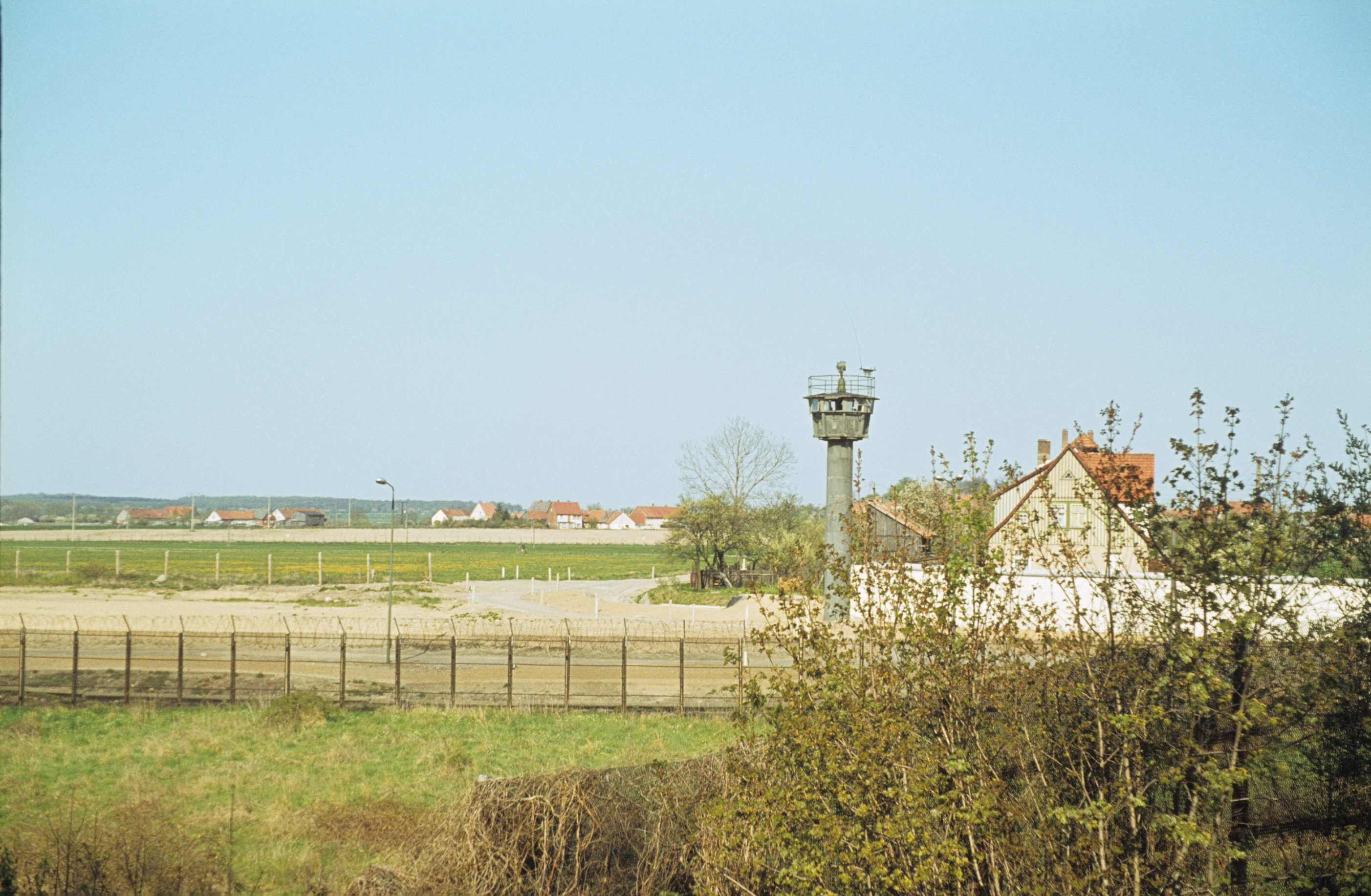
Ehemalige Einsatzstellung am Todesstreifen im Harz (1980)

Das Grenzkommando Nord gehörte zu den Grenztruppen der DDR. Stab des Kommandos war Stendal.

## Geschichte
Das Kommando wurde 1971 zunächst in Kalbe/Milde und Beetzendorf aufgestellt. Nach Fertigstellung der neuen Kasernen in Stendal wurde das Kommando in die Gardelegener Straße verlegt. 1989 begannen Umstrukturierungen mit der Bildung von Grenzbezirkskommandos. 
Dem Grenzkommando unterstanden die Grenzregimenter (GR):
- GR 6 „Hans Kollwitz“ in Schönberg
- GR 7 in Wittenburg
- GR 8 „Robert Abshagen“ in Grabow
- GR 20 „Martin Schwantes“ in Halberstadt
- GR 21 in Beetzendorf
- GR 23 „Wilhelm Bahnik“ in Kalbe/Milbe
- GR 24 „Fritz Heckert“ in Salzwedel
- GR 25 „Neidhardt von Gneisenau“ in Oschersleben

die Grenz-Ausbildungsregimenter (GAR):
- GAR 5 „Gustav Sobottka“ in Glöwen
- GAR 7 „Martin Hoop“ in Halberstadt

sowie die Aufklärungskompanie 
- SIK-25 in Mönchhai bei Halberstadt.